# العيد الوطني العراقي
العيد الوطني العراقي هو يوم اُقترح سنة 2008 اتخاذه يوماً وطنياً يصادف الثالث من تشرين الأول، احتفاءً بيوم إعلان استقلال العراق عن الانتداب البريطاني وانضمامه إلى عصبة الأمم المتحدة، وكان ذلك الاستقلال في 3 تشرين الأول سنة 1932، غيرَ أن ذلك اليوم لم تتخذه الحكومات العراقية عيداً وطنياً بعد انقلاب ثورة 14 تموز سنة 1958 حتى 9 نيسان سنة 2003 حين وقع الاحتلال الأمريكي، فاقترح بعدئذٍ أن يكون يوم الاحتلال يوماً وطنياً احتفاءً بتخلّص العراق من حكم حزب البعث العربي الاشتراكي، ولكن هذا الاقتراح رُفض شعبياً باعتراضات واسعة، ومالت بعض الآراء إلى إحياء يوم الاستقلال 3 تشرين الأول واتخاذه عيداً وطنياً، فتقرر في شهر شباط من سنة 2008 اتخاذ يوم 3 تشرين الأول عيداً وطنياً، ولم يتفعّل ذلك القرار إلا في شهر أيلول سنة 2020 بعد أن أصدرت الحكومة العراقية قانوناً متعلقاً بالعيد الوطني، رأى بعض المؤرخين العراقيين أن يوم 3 تشرين الأول لا ينبغي أن يكون العيد الوطني إذ لم يكن الاستقلال عن الانتداب البريطاني سنة 1932 كاملاً، ورأى مؤرخون أنه يوم يستحق اتخاذه يوماً وطنياً، إذ إنه يوم ذو حدث تاريخي لا يجوز التغافل عنه.